# Талвизъярви
Талвизъярви — озеро на территории Ребольского сельского поселения Муезерского района Республики Карелия.

## Общие сведения
Площадь озера — 0,8 км². Располагается на высоте 190,6 метров над уровнем моря.
Форма озера лопастная, продолговатая: вытянуто с севера на юг. Берега каменисто-песчаные, местами заболоченные.
С северо-западной стороны озера вытекает протока, втекающая в озеро Руогосельга, через которое протекает река Колвас, которая вытекает из озера Колвас, протекая озёра Ченус, Лавансельга, Талвизлакши, имеет приток из озера Струналампи и втекает в Лексозеро, откуда через реки Сулу и Лендерку воды в итоге попадают в Балтийское море.
С востока от озера проходит лесная дорога.
Код объекта в государственном водном реестре — 01050000111102000010397.